# Ringo Starr/Diskografie
Diese Diskografie ist eine Übersicht über die musikalischen Werke des britischen Musikers Ringo Starr. Den Schallplattenauszeichnungen zufolge hat er bisher mehr als 4,9 Millionen Tonträger verkauft, davon alleine in seiner Heimat über 410.000. Seine erfolgreichste Veröffentlichung ist das Album Ringo mit über 1,1 Millionen verkauften Einheiten.

## Einführung
Ringo Starrs erstes Soloprojekt entstand bereits zwischen Oktober 1969 und März 1970, als er noch offiziell Mitglied bei den Beatles war. Am 27. März 1970 veröffentlichte er sein erstes Studioalbum Sentimental Journey, es bestand aus älteren Schlagern. Das zweite Soloalbum, ebenfalls 1970 veröffentlicht, Beaucoups of Blues war ein Country-Album, das in Nashville (USA) aufgenommen wurde. Es folgte zwischen den Jahren 1971 und 1975 seine kommerziell erfolgreichste Zeit, in der er allein in den USA sieben Top-Ten-Singles und seine beiden erfolgreichsten Studioalben Ringo und Goodnight Vienna veröffentlichte. Ringo Starr veröffentlichte von 1970 bis einschließlich 2025 22 Studio- elf Live- sowie sechs Kompilationsalben sowie fünf Studio-EPs. Weiterhin besang Ringo Starr eine Schallplatte für Kinder (Scouse the Mouse) und besprach mehrere Videos und Hörspielkassetten in der Rolle von Thomas The Tank Engine. Zwischen den Jahren 1968 und 1985 war Ringo Starr auch im Filmgeschäft aktiv.

## Alben

### Studioalben
| Jahr | Titel                    | Höchstplatzierung, Gesamtwochen/‑monate, AuszeichnungChartplatzierungen (Jahr, Titel, Platzierungen, Wochen/Monate, Auszeichnungen, Anmerkungen) | Höchstplatzierung, Gesamtwochen/‑monate, AuszeichnungChartplatzierungen (Jahr, Titel, Platzierungen, Wochen/Monate, Auszeichnungen, Anmerkungen) | Höchstplatzierung, Gesamtwochen/‑monate, AuszeichnungChartplatzierungen (Jahr, Titel, Platzierungen, Wochen/Monate, Auszeichnungen, Anmerkungen) | Höchstplatzierung, Gesamtwochen/‑monate, AuszeichnungChartplatzierungen (Jahr, Titel, Platzierungen, Wochen/Monate, Auszeichnungen, Anmerkungen) | Höchstplatzierung, Gesamtwochen/‑monate, AuszeichnungChartplatzierungen (Jahr, Titel, Platzierungen, Wochen/Monate, Auszeichnungen, Anmerkungen) | Anmerkungen                              |
| Jahr | Titel                    | DE | AT | CH | UK | US | Anmerkungen                              |
| ---- | ------------------------ | --- | --- | --- | --- | --- | ---------------------------------------- |
| 1970 | Sentimental Journey      | — | — | — | UK7 (6 Wo.)UK | US22 (14 Wo.)US | Erstveröffentlichung: 27. März 1970      |
| 1970 | Beaucoups of Blues       | — | — | — | — | US65 (15 Wo.)US | Erstveröffentlichung: 25. September 1970 |
| 1973 | Ringo                    | DE28 (7 Mt.)DE | — | — | UK7 Gold · (20 Wo.)UK | US2 Platin · (37 Wo.)US | Erstveröffentlichung: 2. November 1973   |
| 1974 | Goodnight Vienna         | DE39 (1 Mt.)DE | AT8 (4 Wo.)AT | — | UK30 Silber · (2 Wo.)UK | US8 Gold · (25 Wo.)US | Erstveröffentlichung: 15. November 1974  |
| 1976 | Ringo’s Rotogravure      | — | AT10 (4 Wo.)AT | — | — | US28 (9 Wo.)US | Erstveröffentlichung: 17. September 1976 |
| 1977 | Ringo the 4th            | — | — | — | — | US162 (6 Wo.)US | Erstveröffentlichung: 26. September 1977 |
| 1977 | Scouse the Mouse         | DE— n.v.DE | AT— n.v.AT | CH— n.v.CH | — | US— n.v.US | Erstveröffentlichung: 9. Dezember 1977   |
| 1978 | Bad Boy                  | — | — | — | — | US129 (6 Wo.)US | Erstveröffentlichung: 17. April 1978     |
| 1981 | Stop and Smell the Roses | — | AT13 (4 Wo.)AT | — | — | US98 (12 Wo.)US | Erstveröffentlichung: 26. Oktober 1981   |
| 1983 | Old Wave                 | — | — | — | UK— n.v.UK | US— n.v.US | Erstveröffentlichung: 16. Juni 1983      |
| 1992 | Time Takes Time          | — | AT19 (1 Wo.)AT | — | — | — | Erstveröffentlichung: 22. Mai 1992       |
| 1998 | Vertical Man             | DE59 (4 Wo.)DE | — | — | UK85 (1 Wo.)UK | US61 (4 Wo.)US | Erstveröffentlichung: 16. Juni 1998      |
| 1999 | I Wanna Be Santa Claus   | — | — | — | — | — | Erstveröffentlichung: 18. Oktober 1999   |
| 2003 | Ringo Rama               | — | — | — | — | US113 (2 Wo.)US | Erstveröffentlichung: 24. März 2003      |
| 2005 | Choose Love              | — | — | — | — | — | Erstveröffentlichung: 7. Juli 2005       |
| 2008 | Liverpool 8              | DE94 (1 Wo.)DE | AT71 (2 Wo.)AT | — | UK91 (1 Wo.)UK | US94 (2 Wo.)US | Erstveröffentlichung: 14. Januar 2008    |
| 2010 | Y Not                    | DE75 (1 Wo.)DE | — | — | — | US58 (2 Wo.)US | Erstveröffentlichung: 12. Januar 2010    |
| 2012 | Ringo 2012               | DE69 (1 Wo.)DE | AT75 (1 Wo.)AT | — | — | US80 (2 Wo.)US | Erstveröffentlichung: 30. Januar 2012    |
| 2015 | Postcards from Paradise  | — | — | — | — | US99 (1 Wo.)US | Erstveröffentlichung: 27. März 2015      |
| 2017 | Give More Love           | DE69 (1 Wo.)DE | AT65 (1 Wo.)AT | CH51 (1 Wo.)CH | — | US128 (1 Wo.)US | Erstveröffentlichung: 14. September 2017 |
| 2019 | What’s My Name           | DE40 (2 Wo.)DE | AT43 (1 Wo.)AT | CH50 (1 Wo.)CH | UK99 (1 Wo.)UK | US127 (1 Wo.)US | Erstveröffentlichung: 25. Oktober 2019   |
| 2025 | Look Up                  | DE14 (1 Wo.)DE | AT14 (1 Wo.)AT | CH7 (3 Wo.)CH | UK79 (1 Wo.)UK | US147 (1 Wo.)US | Erstveröffentlichung: 10. Januar 2025    |

grau schraffiert: keine Chartdaten aus diesem Jahr verfügbar

### EPs
| Jahr | Titel            | Höchstplatzierung, Gesamtwochen, AuszeichnungChartplatzierungen (Jahr, Titel, Platzierungen, Wochen, Auszeichnungen, Anmerkungen) | Höchstplatzierung, Gesamtwochen, AuszeichnungChartplatzierungen (Jahr, Titel, Platzierungen, Wochen, Auszeichnungen, Anmerkungen) | Höchstplatzierung, Gesamtwochen, AuszeichnungChartplatzierungen (Jahr, Titel, Platzierungen, Wochen, Auszeichnungen, Anmerkungen) | Höchstplatzierung, Gesamtwochen, AuszeichnungChartplatzierungen (Jahr, Titel, Platzierungen, Wochen, Auszeichnungen, Anmerkungen) | Höchstplatzierung, Gesamtwochen, AuszeichnungChartplatzierungen (Jahr, Titel, Platzierungen, Wochen, Auszeichnungen, Anmerkungen) | Anmerkungen                              |
| Jahr | Titel            | DE | AT | CH | UK | US | Anmerkungen                              |
| ---- | ---------------- | --- | --- | --- | --- | --- | ---------------------------------------- |
| 2021 | Zoom In          | DE22 (1 Wo.)DE | AT32 (1 Wo.)AT | CH19 (1 Wo.)CH | — | US179 (1 Wo.)US | Erstveröffentlichung: 19. März 2021      |
| 2021 | Change the World | — | AT51 (1 Wo.)AT | CH56 (1 Wo.)CH | — | — | Erstveröffentlichung: 24. September 2021 |
| 2022 | EP3              | — | — | — | — | — | Erstveröffentlichung: 16. September 2022 |
| 2023 | Rewind Forward   | — | AT64 (1 Wo.)AT | CH35 (1 Wo.)CH | — | — | Erstveröffentlichung: 13. Oktober 2023   |
| 2024 | Crooked Boy      | — | AT56 (1 Wo.)AT | — | — | — | Erstveröffentlichung: 20. April 2024     |

### Livealben
| Jahr | Titel | Höchstplatzierung, Gesamtwochen, AuszeichnungChartplatzierungen (Jahr, Titel, Platzierungen, Wochen, Auszeichnungen, Anmerkungen) | Höchstplatzierung, Gesamtwochen, AuszeichnungChartplatzierungen (Jahr, Titel, Platzierungen, Wochen, Auszeichnungen, Anmerkungen) | Höchstplatzierung, Gesamtwochen, AuszeichnungChartplatzierungen (Jahr, Titel, Platzierungen, Wochen, Auszeichnungen, Anmerkungen) | Höchstplatzierung, Gesamtwochen, AuszeichnungChartplatzierungen (Jahr, Titel, Platzierungen, Wochen, Auszeichnungen, Anmerkungen) | Höchstplatzierung, Gesamtwochen, AuszeichnungChartplatzierungen (Jahr, Titel, Platzierungen, Wochen, Auszeichnungen, Anmerkungen) | Anmerkungen                              |
| Jahr | Titel | DE | AT | CH | UK | US | Anmerkungen                              |
| ---- | --- | --- | --- | --- | --- | --- | ---------------------------------------- |
| 1990 | Ringo Starr and His All-Starr Band                                                                         | — | — | — | — | — | Erstveröffentlichung: 12. Oktober 1990   |
| 1993 | Ringo Starr and His All Starr Band Volume 2: Live from Montreux                                            | DE— n.v.DE | AT— n.v.AT | CH— n.v.CH | UK— n.v.UK | — | Erstveröffentlichung: 14. September 1993 |
| 1997 | Ringo Starr and His Third All-Starr Band Volume 1                                                          | DE— n.v.DE | AT— n.v.AT | CH— n.v.CH | UK— n.v.UK | — | Erstveröffentlichung: 12. August 1997    |
| 1998 | VH1 Storytellers                                                                                           | — | — | — | — | — | Erstveröffentlichung: 19. Oktober 1998   |
| 2002 | King Biscuit Flower Hour Presents Ringo & His New All-Starr Band auch bekannt als: Ringo Starr and Friends | DE— n.v.DE | AT— n.v.AT | CH— n.v.CH | UK— n.v.UK | — | Erstveröffentlichung: 6. August 2002     |
| 2003 | Extended Versions                                                                                          | DE— n.v.DE | AT— n.v.AT | CH— n.v.CH | UK— n.v.UK | — | Erstveröffentlichung: 1. Juni 2003       |
| 2004 | Tour 2003                                                                                                  | DE— n.v.DE | AT— n.v.AT | CH— n.v.CH | UK— n.v.UK | — | Erstveröffentlichung: 23. März 2004      |
| 2007 | Ringo Starr: Live at Soundstage                                                                            | — | — | — | — | — | Erstveröffentlichung: 27. Oktober 2007   |
| 2008 | Ringo Starr & His All Starr Band Live 2006                                                                 | — | AT— n.v.AT | CH— n.v.CH | — | — | Erstveröffentlichung: 8. Juli 2008       |
| 2010 | Live at the Greek Theatre 2008                                                                             | — | — | — | — | — | Erstveröffentlichung: 27. Juli 2010      |
| 2022 | Live at the Greek Theater 2019                                                                             | — | — | — | — | — | Erstveröffentlichung: 25. November 2022  |

### Kompilationen
| Jahr | Titel                                     | Höchstplatzierung, Gesamtwochen, AuszeichnungChartplatzierungen (Jahr, Titel, Platzierungen, Wochen, Auszeichnungen, Anmerkungen) | Höchstplatzierung, Gesamtwochen, AuszeichnungChartplatzierungen (Jahr, Titel, Platzierungen, Wochen, Auszeichnungen, Anmerkungen) | Höchstplatzierung, Gesamtwochen, AuszeichnungChartplatzierungen (Jahr, Titel, Platzierungen, Wochen, Auszeichnungen, Anmerkungen) | Höchstplatzierung, Gesamtwochen, AuszeichnungChartplatzierungen (Jahr, Titel, Platzierungen, Wochen, Auszeichnungen, Anmerkungen) | Höchstplatzierung, Gesamtwochen, AuszeichnungChartplatzierungen (Jahr, Titel, Platzierungen, Wochen, Auszeichnungen, Anmerkungen) | Anmerkungen |
| Jahr | Titel                                     | DE | AT | CH | UK | US | Anmerkungen |
| ---- | ----------------------------------------- | --- | --- | --- | --- | --- | --- |
| 1975 | Blast from Your Past                      | — | — | — | — | US30 (11 Wo.)US | Erstveröffentlichung: 20. November 1975 Best-Of der Jahre 1970 bis 1974 |
| 1989 | Starr Struck: Best of Ringo Starr, Vol. 2 | DE— n.v.DE | AT— n.v.AT | CH— n.v.CH | UK— n.v.UK | — | Erstveröffentlichung: 28. Februar 1989 Best-Of der Jahre 1976 bis 1983 |
| 2001 | The Anthology… So Far                     | — | — | — | — | — | Erstveröffentlichung: 5. Februar 2001 Ringo & His All Starr Band, 3-CD-Box mit Live-Aufnahmen der All Starr Tours 1989–2000 mit teilweise vorher unveröffentlichtem Material |
| 2007 | Photograph: The Very Best of Ringo        | — | — | — | UK26 (3 Wo.)UK | US130 (2 Wo.)US | Erstveröffentlichung: 27. August 2007 Best-of der Jahre 1970 bis 2005; die Special Edition enthält zusätzlich eine DVD                                                       |
| 2008 | Ringo 5.1: The Surround Sound Collection  | DE— n.v.DE | AT— n.v.AT | CH— n.v.CH | UK— n.v.UK | — | Erstveröffentlichung: 4. März 2008 eine Best-of-Zusammenstellung der US-amerikanischen Veröffentlichungen unter dem Koch-Label als DVD-im 5.1 Mix- und als CD                |
| 2014 | ICON                                      | DE— n.v.DE | AT— n.v.AT | CH— n.v.CH | UK— n.v.UK | — | Erstveröffentlichung: 9. September 2014 |

grau schraffiert: keine Chartdaten aus diesem Jahr verfügbar

### Spezielle Veröffentlichungen

#### Promo-Alben
Promo-Veröffentlichungen dienen zu Werbezwecken und wurden, bzw. werden, von Plattenfirmen an Radiosender versandt; sie gelangen offiziell nicht in den Verkauf. Die folgenden aufgeführten Promo-Veröffentlichungen unterscheiden sich entweder deutlich in der Form des Inhalts von den späteren offiziellen Veröffentlichungen oder blieben gänzlich individuelle Kompilationen.
- 1994: Old Wave - Stop and Smell the Roses – sechs Titel Promo Kompilation zu den Alben, inklusive der unveröffentlichten ausgespielten Version von Private Property (US)
- 1995: 4 Starr Collection – vier Titel-Promo-Kompilation zu den Live-Alben Ringo Starr and His All-Starr Band und Ringo Starr and His All Starr Band Volume 2: Live from Montreux (US)
- 1998: 4 Songs from Vertical Man – vier Titel Promo Kompilation (US)
- 2001: The Anthology...Sampler – zehn Titel Promo Kompilation (US)
- 2008: Liverpool 8 One Hour Radio Special + Promos – Musik vom Album sowie Interviewausschnitte (US)

#### Sondereditionen
- 1990: Ringo Starr and His All-Starr Band Deluxe Edition – zusätzlich vier Titel auf einer Bonus-CD (It Don’t Come Easy, The Weight (Levon Helm), Rocky Mountain Way (Joe Walsh), Act Naturally) (USA)
- 1998: Vertical Man – enthält zwei Bonus-Titel (Mr. Double-It-Up, Everyday) (JP)
- 1998: Vertical Man – mit drei Titeln auf einer Bonus-CD (Mr. Double-It-Up, Sometimes, Good News), nur bei „BEST BUY“ erhältlich (US)
- 2003: Ringo Rama – mit der Bonus-DVD Ringo Rama Land
- 2003: Ringo Rama Deluxe Edition – mit drei Bonus-Titeln (Blink, OK Ray, I’m Home), Interview-CD und DVD (US)
- 2005: Choose Love – mit DVD-Enchanced Stereo Mix und Album Documentary
- 2007: Photograph: The Very Best of Ringo – mit Video-DVD
- 2008: Liverpool 8 – USB Wristband (Inhalt: Das Album im mp3-Format, eine Botschaft von Ringo Starr und ein Behind-the-Scenes-Video Interview sowie zwei Telefonklingeltöne und zwei Coverfotos)
- 2009: Ringo Starr: Live at Soundstage Deluxe Edition – mit Video-DVD; enthält Interviews sowie Konzert- und Probeaufnahmen (US)
- 2012: Ringo 2012 – mit der Bonus-DVD Ringo discusses New Album 2012..and More

### Andere Veröffentlichungen
- 1971: The Concert for Bangla Desh – It Don’t Come Easy
- 1972: Tommy – As Performed by the London Symphony Orchestra & Chamber Choir with The Who and Various Artists – Fiddle About und Tommy’s Holiday Camp
- 1975: Keith Moon, Two Sides of the Moon – Duett mit Keith Moon: Solid Gold und Together
- 1976: Guthrie Thomas: Lies and Alibis – Duett mit Guthrie Thomas: Band of Steel
- 1986: It’s a Live-In World – You Know It Makes Sense
- 1987: The Prince’s Trust Concert 1987 – With a Little Help from My Friends
- 1988: Stay Awake: Various Interpretations of Music from Vintage Disney Films – When You Wish upon a Star
- 1990: (Traveling Wilburys Nobody’s Child) / (Dave Stewart and the Spiritual Cowboys: Lumiere) / With a Little Help from My Friends (Live Version, 12”, CD-Single)
- 1991: Soundtrack for Curly Sue – You Never Know
- 1994: Leon Redbone, Whistling In The Wind – Duett mit Leon Redbone My Little Grass Shack
- 1995: For the Love of Harry: Everybody Sings Nilsson – Lay Down Your Arms
- 1996: Carl Perkins, Go Cat Go – Duett mit Carl Perkins Honey Don’t
- 2003: Concert for George – Photograph und Honey Don’t
- 2003: Jools Holland & his Rhythm & Blues Orchestra – Jack O the Green Small World Big Band Friends 3 – Boys
- 2006: Carl Perkins & friends: Blue Suede Shoes-A Rockabilly Sessions – Honey Don’t, Matchbox – Duett mit Carl Perkins, aufgenommen: 1986
- 2006: Jerry Lee Lewis, Last Man Standing – Duett mit Jerry Lee Lewis Sweet Little 16
- 2008: It’s Love nur als Download verfügbar
- 2012: Songs After Sandy Vol. 1: Wings – Live in Atlanta with the 2012 All Starr Band
- 2015: Ringo Starr: The Lifetime of Peace & Love Tribute Concert – Tribut-Album bei dem Ringo Starr die Lieder Photograph, Boys und With a Little Help from My Friends singt

## Singles

### Singleveröffentlichungen
Die folgende Auflistung beschränkt sich auf die Singles, die entweder in Großbritannien, den USA oder Deutschland erschienen sind.
- 1970: Beaucoups of Blues / Coochy Coochy (US, DE)
- 1971: It Don’t Come Easy / Early 1970
- 1972: Back Off Boogaloo / Blindman
- 1973: Photograph / Down and Out
- 1973: You’re Sixteen / Devil Woman
- 1974: Oh My My (Edit) / Step Lightly (US, DE)
- 1974: Only You (And You Alone) (Edit) / Call Me
- 1975: No No Song / Snookeroo (US)
- 1975: Snookeroo / Oo-Wee (UK, DE)
- 1975: Goodnight Vienna / No No Song (DE)
- 1975: (It’s All Down To) Goodnight Vienna (Single Mix) / Oo-Wee (Edit) (US)
- 1976: Oh My My / No No Song (UK, DE)
- 1976: A Dose Of Rock ’n’ Roll / Cryin’
- 1976: Hey Baby / Lady Gaye
- 1977: Wings / Just a Dream (US)
- 1977: Drowning in the Sea Of Love (Edit) / Just a Dream
- 1977: Sneaking Sally Through the Alley / Tango all Night (DE)
- 1978: Lipstick Traces (On a Cigarette) / Old Time Relovin’ (Edit) (US)
- 1978: Heart on My Sleeve (Edit) / Who Needs a Heart (US)
- 1978: Tonight / Heart on My Sleeve (UK)
- 1981: Wrack My Brain / Drumming Is My Madness
- 1982: Private Property / Stop and Take the Time to Smell the Roses (US, DE)
- 1983: In My Car / As Far as We Can Go (DE)
- 1989: Act Naturally (feat. Buck Owens) / (Buck Owens: The Key’s in the Mailbox) (US)
- 1992: Weight of the World / After All These Years (UK/DE)
- 1992: Weight of the World / After All These Years / Don’t Be Cruel (CD)
- 1992: Don’t Go Where the Road Don’t Go / Don’t Know a Thing About Love (DE)
- 1992: Don’t Go Where the Road Don’t Go / Don’t Know a Thing About Love / Everybody Wins (CD, DE)
- 1998: La De Da (Radio Edit) / Everyday (7"-US)
- 1998: La De Da (Radio Edit) / Love Me Do / Everyday (CD, DE)
- 2008: Liverpool 8 / For Love
- 2008: Liverpool 8 (CD)
- 2009: Walk with You (feat. Paul McCartney) (Download)
- 2012: Wings (Download-Single)
- 2015: Postcards from Paradise (Download)
- 2017: Give More Love (Download)
- 2017: We’re On the Road Again (Download)
- 2017: So Wrong For So Long (Download)
- 2017: Standing Still (Download)
- 2019: What’s My Name (Download)
- 2019: Grow Old with Me (Download)
- 2020: Here’s to the Nights (Download)
- 2021: Zoom In Zoom Out (Download)
- 2021: Let’s Change the World (Download)
- 2021: Rock Around the Clock (Download)
- 2022: World Go Round (Download)
- 2022: Everyone And Everything (Download)
- 2023: Rewind Forward (Download)
- 2024: February Sky (Download)
- 2024: Gonna Need Someone (Download)
- 2024: Crooked Boy (Download)
- 2024: Time On My Hands (Download)
- 2024: Thankful (Download)
- 2025: Look Up (Download)
- 2025: With A Little Help from My Friends (Live at the Ryman) (Download)

### Seltene Singles
- 1984: It Don’t Come easy / Back Off Boogaloo (UK, Golden 45’s Series)
- 1995: In My Car / She’s About a Mover (US, Jukebox-Single: oranges Vinyl)
- 1995: Wrack My Brain / Private Property (US, Jukebox-Single: rotes Vinyl)
- 2013: Ringo (Box): Photograph / Down and Out; It Don’t Come Easy / Early 1970; (It’s All Down To) Goodnight Vienna / Oo-Wee (Kartonbox mit drei Singles, die anlässlich des Record Store Day erschien)

### Promo-Singles
Dabei handelt es sich um Promotion-Singles, die nicht als reguläre Kaufsingles erschienen sind.
- 1974: Only You (And You Alone) (Edit) / Interview by Bob Mercer with Ringo for the Salesmen and Uxbridge Road (UK)
- 1991: You Never Know (CD, US)
- 1992: Don’t go Where the Road Don’t Go (CD, US)
- 1998: King of Broken Hearts (Edit) / King of Broken Hearts (Album Version) (CD, US)
- 1998: One (CD, EU)
- 2003: Never Without You / Instant Amnesia (CD; US, EU)
- 2005: Fading in and Fading out (CD, US/EU)
- 2009: Walk with You (CD-Promo-Single, US – ansonsten nur als Download veröffentlicht)
- 2012: Wings (CD-Promo-Single, US – ansonsten nur als Download veröffentlicht)

### Nur auf Single erhältliche Titel
- 1977: Just a Dream (als B-Seite der 7”-Single Drowning in the Sea of Love)
- 1981: Wrack My Brain (in Kanada auf 7”-Single erhältlicher alternativer Mix)
- 1992: Don’t Be Cruel (auf der Maxi-CD Weight of the World)
- 1992: Everybody Wins (auf der Maxi-CD Don’t Go Where the Road Don’t Go)

### Chartplatzierungen
| Jahr | Titel Album                                                 | Höchstplatzierung, Gesamtwochen, AuszeichnungChartplatzierungen (Jahr, Titel, Album, Platzierungen, Wochen, Auszeichnungen, Anmerkungen) | Höchstplatzierung, Gesamtwochen, AuszeichnungChartplatzierungen (Jahr, Titel, Album, Platzierungen, Wochen, Auszeichnungen, Anmerkungen) | Höchstplatzierung, Gesamtwochen, AuszeichnungChartplatzierungen (Jahr, Titel, Album, Platzierungen, Wochen, Auszeichnungen, Anmerkungen) | Höchstplatzierung, Gesamtwochen, AuszeichnungChartplatzierungen (Jahr, Titel, Album, Platzierungen, Wochen, Auszeichnungen, Anmerkungen) | Anmerkungen    |
| Jahr | Titel Album                                                 | DE | CH | UK | US | Anmerkungen    |
| ---- | ----------------------------------------------------------- | --- | --- | --- | --- | -------------- |
| 1970 | Beaucoups of Blues                                          | DE43 (1 Wo.)DE | — | UK— n.v.UK | US87 (5 Wo.)US |                |
| 1971 | It Don’t Come Easy –                                        | DE5 (17 Wo.)DE | CH5 (11 Wo.)CH | UK4 (11 Wo.)UK | US4 Gold · (12 Wo.)US |                |
| 1972 | Back Off Boogaloo –                                         | DE12 (15 Wo.)DE | CH8 (9 Wo.)CH | UK2 (10 Wo.)UK | US9 (10 Wo.)US |                |
| 1973 | Photograph Ringo                                            | DE5 (18 Wo.)DE | CH6 (7 Wo.)CH | UK8 (13 Wo.)UK | US1 Gold · (16 Wo.)US |                |
| 1973 | You’re Sixteen Ringo                                        | DE19 (19 Wo.)DE | — | UK4 Silber · (10 Wo.)UK | US1 Gold · (15 Wo.)US |                |
| 1974 | Oh My My Ringo                                              | DE34 (3 Wo.)DE | — | — | US5 (14 Wo.)US |                |
| 1974 | Only You (And You Alone) Goodnight Vienna                   | DE28 (10 Wo.)DE | — | UK28 (11 Wo.)UK | US6 (13 Wo.)US |                |
| 1975 | No No Song / Snookeroo Goodnight Vienna                     | — | — | — | US3 (14 Wo.)US |                |
| 1975 | It’s All Down to Goodnight Vienna / Oo-Wee Goodnight Vienna | — | — | UK— n.v.UK | US31 (7 Wo.)US |                |
| 1976 | A Dose of Rock ’n’ Roll Ringo’s Rotogravure                 | — | — | — | US26 (9 Wo.)US |                |
| 1976 | Hey Baby Ringo’s Rotogravure                                | — | — | — | US74 (3 Wo.)US |                |
| 1977 | Wings Ringo the 4th                                         | DE— n.v.DE | CH— n.v.CH | UK— n.v.UK | — |                |
| 1977 | Sneaking Sally Through the Alley Ringo the 4th              | — | — | UK— n.v.UK | US— n.v.US |                |
| 1978 | Lipstick Traces (On a Cigarette) Bad Boy                    | DE— n.v.DE | CH— n.v.CH | UK— n.v.UK | — |                |
| 1978 | Heart on My Sleeve Bad Boy                                  | DE— n.v.DE | CH— n.v.CH | UK— n.v.UK | — |                |
| 1978 | Tonight Bad Boy                                             | DE— n.v.DE | CH— n.v.CH | — | US— n.v.US |                |
| 1981 | Wrack My Brain Stop and Smell the Roses                     | — | CH10 (3 Wo.)CH | — | US38 (11 Wo.)US |                |
| 1982 | Private Property Stop and Smell the Roses                   | — | — | UK— n.v.UK | — |                |
| 1983 | In My Car Old Wave                                          | — | — | UK— n.v.UK | US— n.v.US |                |
| 1989 | Act Naturally –                                             | DE— n.v.DE | CH— n.v.CH | UK— n.v.UK | — | mit Buck Owens |
| 1992 | Weight of the World Time Takes Time                         | DE51 (16 Wo.)DE | CH21 (13 Wo.)CH | UK74 (1 Wo.)UK | — |                |
| 1992 | Don’t Go Where the Road Don’t Go Time Takes Time            | — | — | UK— n.v.UK | US— n.v.US |                |
| 1998 | La De Da Vertical Man                                       | — | CH— n.v.CH | UK— n.v.UK | — |                |
| 2008 | Liverpool 8                                                 | — | — | UK99 (1 Wo.)UK | — |                |

## Videoalben
- 1990: Ringo Starr and His All-Starr Band (VHS-Videokassette, DVD-Veröffentlichung: 2003)
- 1993: Ringo Starr and His All Starr Band Live from Montreux (VHS-Videokassette, US)
- 1998: VH1 Storytellers (VHS-Videokassette, US)
- 2001: The Best of Ringo Starr and his All Starr Band So Far…
- 2002: Ringo & His New All Starr Band
- 2004: Ringo Starr & His All Starr Band Tour 2003
- 2008: Ringo Starr & His All Starr Band Live 2006
- 2009: Soundstage: Ringo Starr and the Roundheads (Veröffentlichung in Europa: März 2012)
- 2010: Live at the Greek Theatre 2008
- 2013: Ringo at the Ryman
- 2022: Live At The Greek Theater 2019

## Musikvideos
| Jahr | Titel                                     | Regisseur(e)                    |
| ---- | ----------------------------------------- | ------------------------------- |
| 1970 | Sentimental Journey                       | Neil Aspinall                   |
| 1971 | It Don’t Come Easy – Version 1            | Ringo Starr                     |
| 1971 | It Don’t Come Easy – Version 2 und 3      | Michael Hurll                   |
| 1972 | Back off Boogaloo (Zwei Versionen)        | Ringo Starr / Tom Taylor        |
| 1973 | Photograph                                | Michael Hurll                   |
| 1974 | Only You                                  | Stanley Dorfman                 |
| 1976 | Hey Baby                                  |                                 |
| 1976 | You Don’t Know Me At All                  |                                 |
| 1976 | I’ll Still Love You                       |                                 |
| 1977 | Drowning in the Sea of Love               |                                 |
| 1978 | Tonight                                   | Christian Topps                 |
| 1981 | Stop and take the time to Smell The Rose  | Keefco                          |
| 1981 | Wrack My Brain                            | Keefco                          |
| 1982 | Private Property                          | Kevin Godley / Lol Creme        |
| 1989 | Act Naturally Duett mit Buck Owens        | George Bloom                    |
| 1990 | It Don’t Come Easy (live)                 |                                 |
| 1992 | Weight of The World                       | Jonathan Dayton / Valerie Faris |
| 1992 | Don’t Go Where The Road Don’t Go          | Stanley Dorfman                 |
| 1998 | La De Da                                  | Nancy Bennett                   |
| 2001 | Yellow Submarine (live)                   |                                 |
| 2001 | With A Little Help from my Friends (Live) |                                 |
| 2003 | Never Without You                         | Brent Carpenter                 |
| 2005 | Fading in Fading Out Never                | Brent Carpenter                 |
| 2007 | Liverpool 8                               | Seth Dalton / Dave Stewart      |
| 2012 | Wings                                     | Jem Gerrard                     |
| 2012 | Think it Over                             | Brent Carpenter                 |
| 2015 | Postcards from Paradise                   | Willie Witte                    |
| 2017 | Give More Love                            | Brent Carpenter                 |
| 2019 | What’s My Name                            |                                 |
| 2021 | Here’s to the Nights                      |                                 |
| 2021 | Zoom In Zoom Out                          |                                 |
| 2021 | Let’s Change the World                    |                                 |
| 2021 | Rock Around the Clock                     |                                 |
| 2022 | World Go Round                            | Brent Carpenter                 |
| 2022 | Everyone And Everything                   | Kii Arens                       |
| 2024 | February Sky                              |                                 |
| 2024 | Gonna Need Someone                        |                                 |
| 2024 | Crooked Boy                               |                                 |
| 2025 | Look Up                                   |                                 |

## Statistik

### Chartauswertung
|                     | DE     | AT     | CH    | UK    | US     |
| ------------------- | ------ | ------ | ----- | ----- | ------ |
| Nummer-eins-Alben   | DE—DE  | AT—AT  | CH—CH | UK—UK | US—US  |
| Top-10-Alben        | DE—DE  | AT2AT  | CH1CH | UK2UK | US2US  |
| Alben in den Charts | DE10DE | AT12AT | CH6CH | UK8UK | US19US |

|                       | DE    | CH    | UK    | US     |
| --------------------- | ----- | ----- | ----- | ------ |
| Nummer-eins-Singles   | DE—DE | CH—CH | UK—UK | US2US  |
| Top-10-Singles        | DE2DE | CH4CH | UK4UK | US7US  |
| Singles in den Charts | DE8DE | CH5CH | UK7UK | US12US |

### Auszeichnungen für Musikverkäufe
Anmerkung: Auszeichnungen in Ländern aus den Charttabellen bzw. Chartboxen sind in ebendiesen zu finden.
| Land/RegionAuszeichnungen für Musikverkäufe (Land/Region, Auszeichnungen, Verkäufe, Quellen) | Silber     | Gold     | Platin  | Verkäufe  | Quellen   |
| -------------------------------------------------------------------------------------------- | ---------- | -------- | ------- | --------- | --------- |
| Vereinigte Staaten (RIAA)                                                                    | —          | 4× Gold4 | Platin1 | 4.500.000 | riaa.com  |
| Vereinigtes Königreich (BPI)                                                                 | 2× Silber2 | Gold1    | —       | 410.000   | bpi.co.uk |
| Insgesamt                                                                                    | 2× Silber2 | 5× Gold5 | Platin1 |           |           |